# 배수현
배수현(1984년 7월 14일~)은 대한민국의 치어리더이다.

## 경력
- 2003년 ~ 2007년 서울SK 나이츠 치어리더
- 2009년 ~ 2013년 전주KCC 이지스 치어리더
- 2003년 ~ 2021년 SK 와이번스 치어리더
- 2011년 KB손해보험 스타즈 배구단 치어리더
- 2016년 ~ 2018년 원주 DB 프로미 치어리더
- 2021년 SSG 랜더스 치어리더